# Ranunculus borealis
Ranunculus borealis là một loài thực vật có hoa trong họ Mao lương. Loài này được Trautv. miêu tả khoa học đầu tiên năm 1860.